# Dawid Statnik
Dawid Statnik (německy David Statnik, *15. června 1983) je lužickosrbský politik a veřejný činitel, od března 2011 předseda lužickosrbské národní kulturní organizace Domowina.

## Život a veřejné působení
Pochází z Ralbic. V březnu 2011 se stal ve věku 27 let předsedou Domowiny, po Pawołovi Nedovi je tak historicky druhým nejmladším předsedou organizace. V letech 2013 a 2017 post předsedy jasně obhájil. Od roku 2015 je členem Rady pro srbské záležitosti v Sasku. V létě 2016 se stal členem rady Zemského okresu Budyšín. V prosinci 2018 vstoupil do Křesťanskodemokratické unie. V květnu 2019 byl znovu zvolen do budyšínské okresní rady. V říjnu 2019 se zúčastnil slavnostního zahájení Roku Lužických Srbů v Libereckém kraji.
Dne 30. června 2020 byl zvolen předsedou Saského státního úřadu pro média.
Je ženatý a má tři děti.